# 橘安麻呂
橘 安麻呂（たちばな の やすまろ）は、奈良時代から平安時代初期にかけての貴族。参議・橘奈良麻呂の長男。官位は正四位上・播磨守。

## 経歴
延暦6年（787年）従五位下・雅楽助に叙任される。その後、桓武朝において中務少輔・甲斐守・少納言・内蔵頭と内外の諸官を歴任する。延暦24年（805年）正月に従四位下・左中弁に叙任されるも、同年9月には早くも常陸守として東国の地方官に転じるが、母の病を理由に備前守次いで播磨守と続けて転任した。
平城朝の大同2年（807年）に発生した伊予親王の変において、伊予親王の外戚であったことから連座して官職を解任され帰京する。
嵯峨朝に入ると罪を赦され、弘仁元年（810年）従四位上、弘仁10年（819年）正四位下から正四位上に昇叙されるなど順調に昇進を果たしている。長命を保ち弘仁12年（821年）7月11日卒去。享年83。最終官位は散位正四位上。

## 人物
礼節をよく守り、加えて古事に明るかった。数多くの官職を歴任したが、清廉で品行方正との評判はなかった。

## 官歴
『六国史』による。
- 時期不詳：正六位上
- 延暦6年（787年） 正月7日：従五位下。2月8日：雅楽助
- 延暦8年（789年） 2月10日：中務少輔
- 延暦10年（791年） 7月4日：甲斐守
- 時期不詳：従五位上
- 延暦15年（796年） 10月27日：少納言
- 延暦18年（799年） 2月20日：内蔵頭
- 時期不詳：正五位上
- 延暦23年（805年） 正月7日：装束司副官（桓武天皇行幸）
- 延暦24年（805年） 正月7日：従四位下。正月16日：左中弁。9月24日：常陸守。10月4日：備前守。10月11日：播磨守
- 大同2年（807年） 11月11日：解官（伊予親王の変連座）
- 弘仁元年（810年） 11月22日：従四位上
- 時期不詳：正四位下
- 弘仁10年（819年） 正月7日：正四位上
- 弘仁12年（821年） 7月11日：卒去（散位正四位上）

## 系譜
- 父：橘奈良麻呂
- 母：従三位大原明女 - 大原麻呂の娘?
- 妻：不詳